# Emelie
Pour plus de détails, voir Fiche technique et Distribution.
Emelie est un film américain réalisé par Michael Thelin, sorti en 2015.

## Synopsis
Anna, une baby-sitter remplaçante, engagée par Dan et Joyce qui vont fêter leur anniversaire de mariage, soumet leurs enfants à d'étranges activités.

## Fiche technique
- Titre : Emelie
- Réalisation : Michael Thelin
- Scénario : Richard Raymond Harry Herbeck et Michael Thelin
- Musique : Phil Mossman
- Photographie : Luca Del Puppo
- Montage : Eric Nagy
- Production : Andrew Corkin
- Société de production : Uncorked Productions, Sandbar Pictures, Ultramedia, et Priority Pictures
- Pays :  États-Unis
- Genre : Horreur, thriller
- Durée : 82 minutes
- Dates de sortie : 
  -  États-Unis : 22 avril 2015 (festival du film de Tribeca), 4 mars 2016

## Distribution
- Sarah Bolger : Emelie
- Joshua Rush : Jacob
- Carly Adams : Sally Thompson
- Thomas Bair : Christopher
- Chris Beetem (en) : Dan
- Randi Langdon : Anna
- Susan Pourfar : Joyce Thompson
- Elizabeth Stillwell : Maggie

## Accueil
Le film a reçu un accueil favorable de la critique. Il obtient un score moyen de 62 % sur Metacritic.